# 海伦塔尔斯
海伦塔尔斯（荷蘭語：Herentals，荷蘭語發音：[ˈɦeːrə(n)tɑls]）是比利时弗拉芒大區安特衛普省蒂倫豪特區的一座城市，通行荷蘭語，是弗拉芒社群的一部分，面积48.56平方千米，人口28,272人（2020年1月1日）。

## 友好城市
- 荷蘭 艾瑟尔斯泰恩